# Romantismo na Escócia
O romantismo na Escócia foi um movimento artístico, literário e intelectual que se desenvolveu entre o final do século XVIII e o início do século XIX. Fazia parte do movimento romântico europeu mais amplo, que foi parcialmente uma reação contra o Iluminismo, enfatizando respostas individuais, nacionais e emocionais, indo além dos modelos renascentista e classicista, particularmente para a Idade Média.
Nas artes, o romantismo se manifestou na literatura e no drama na adoção do bardo mítico Ossian, na exploração da poesia nacional na obra de Robert Burns e nos romances históricos de Walter Scott. Scott também teve um grande impacto no desenvolvimento de um drama escocês nacional. A arte foi fortemente influenciada por Ossian e uma nova visão das Highlands como o local de uma paisagem selvagem e dramática. Scott afetou profundamente a arquitetura através de sua reconstrução da Abbotsford House no início do século XIX, que desencadeou o boom do renascimento do baronial escocês. Na música, Burns fez parte de uma tentativa de produzir um cânone da música escocesa, que resultou em uma fertilização cruzada da música clássica escocesa e continental, com a música romântica se tornando dominante na Escócia no século XX.
Intelectualmente, Scott e figuras como Thomas Carlyle tiveram um papel no desenvolvimento da historiografia e da ideia da imaginação histórica. O romantismo também influenciou a ciência, particularmente as ciências da vida, geologia, óptica e astronomia, dando à Escócia um destaque nessas áreas que continuaram no final do século XIX. A filosofia escocesa era dominada pelo realismo do senso comum escocês, que compartilhava algumas características com o romantismo e foi uma grande influência no desenvolvimento do transcendentalismo. Scott também desempenhou um papel importante na definição da política escocesa e britânica, ajudando a criar uma visão romantizada da Escócia e das Highlands, que mudou fundamentalmente a identidade nacional escocesa.
O romantismo começou a diminuir como um movimento na década de 1830, mas continuou afetando significativamente áreas como a música até o início do século XX. Também teve um impacto duradouro na natureza da identidade escocesa e nas percepções externas da Escócia.

## Definições
O romantismo foi um complexo movimento artístico, literário e intelectual que se originou na segunda metade do século XVIII na Europa Ocidental e ganhou força durante e após as revoluções industrial e francesa. Foi em parte uma revolta contra as normas políticas do Iluminismo que racionalizaram a natureza, e foi incorporado mais fortemente nas artes visuais, música e literatura, mas significativamente na historiografia, filosofia e as ciências naturais.
O romantismo tem sido visto como "o renascimento da vida e do pensamento da Idade Média", indo além dos modelos racionalista e classicista para elevar o medievalismo e os elementos de arte e narrativa percebidos como autenticamente medievais, na tentativa de escapar dos limites do crescimento populacional., expansão urbana e industrialismo, abraçando o exótico, desconhecido e distante. Também está associado a revoluções políticas, começando pelas de Americana e França e movimentos pela independência, principalmente na Polônia, Espanha e Grécia. Pensa-se frequentemente que incorpore uma afirmação emocional do eu e da experiência individual, juntamente com uma sensação de infinito, transcendental e sublime. Na arte, havia uma ênfase na imaginação, paisagem e uma correspondência espiritual com a natureza. Foi descrito por Margaret Drabble como "uma revolta interminável contra a forma clássica, moralidade conservadora, governo autoritário, insinceridade pessoal e moderação humana".

## Declínio

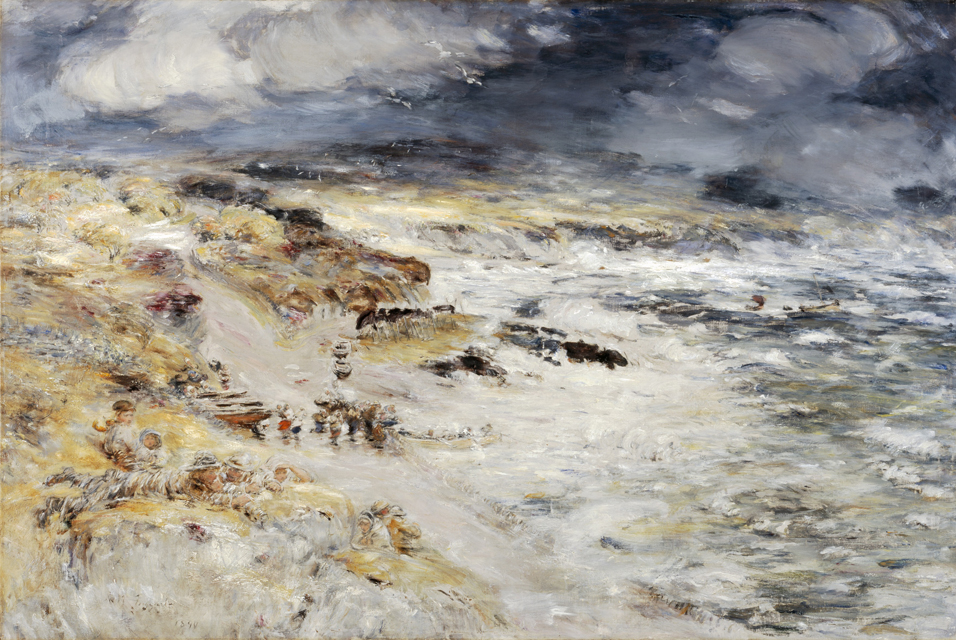
The Storm, de William McTaggart, 1890, incorporando elementos do impressionismo na tradição da paisagem escocesa

Na literatura, acredita-se que o romantismo tenha terminado na década de 1830, com alguns comentaristas, como Margaret Drabble, descrevendo-o como terminado em 1848. O romantismo continuou por muito mais tempo em alguns lugares e áreas de atuação, particularmente na música, onde foi datada de 1820 a 1910. A morte de Scott em 1832 foi vista como o fim da grande geração romântica e a literatura e a cultura escocesa em geral perderam parte de sua proeminência internacional a partir desse ponto. A reputação de Scott como escritor também entrou em declínio no final do século XIX, apenas se recuperando no século XX. As mudanças econômicas e sociais, particularmente as melhores comunicações trazidas pelas ferrovias, diminuíram a capacidade de Edimburgo de funcionar como uma capital cultural alternativa a Londres, com sua indústria editorial se mudando para Londres. A falta de oportunidades na política e nas cartas levou muitos escoceses talentosos a partir para a Inglaterra e outros lugares. A tradição sentimental de J. M. Barrie e George MacDonald, de Kailyard, daqueles que continuaram a abordar tópicos escoceses no final do século XIX, foi vista por Tom Nairn como "sub-romântico".

## Influências

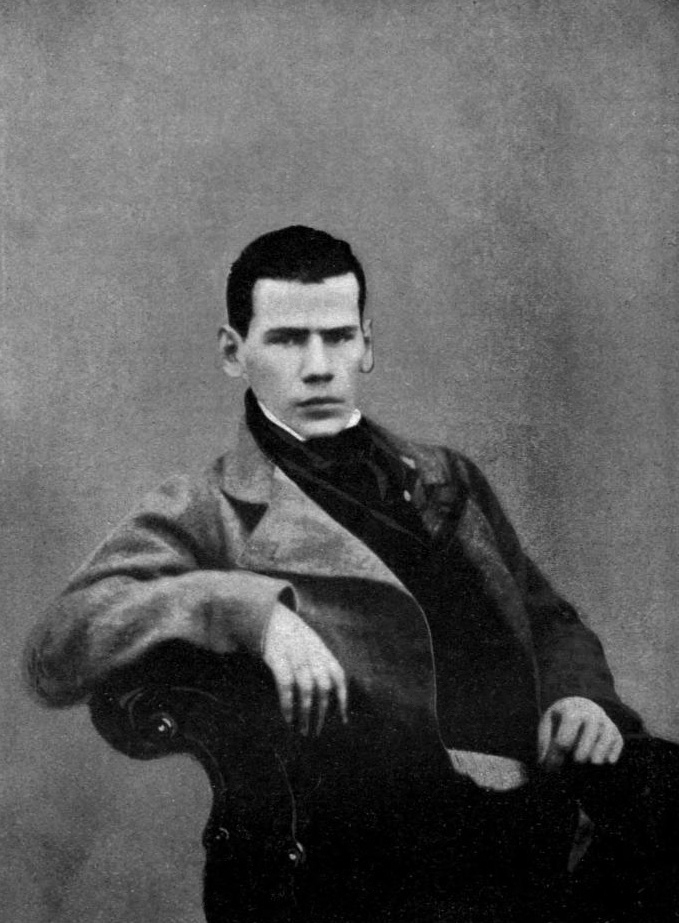
O jovem Liev Tolstói, um dos muitos escritores diretamente influenciados pelo romantismo escocês

A Escócia pode afirmar que iniciou o movimento romântico com escritores como Macpherson e Burns. Em Scott, produziu uma figura de fama e influência internacional, cuja invenção virtual do romance histórico seria adotada por escritores de todo o mundo, incluindo Alexandre Dumas e Honoré de Balzac na França, Leo Tolstoy na Rússia e Alessandro Manzoni na Itália. A tradição da pintura de paisagem escocesa influenciou significativamente a arte na Grã-Bretanha e em outros lugares através de figuras como J. M. W. Turner, que participou da emergente "grande turnê" escocesa. O estilo baronial escocês influenciou edifícios na Inglaterra e foi levado pelos escoceses para a América do Norte, Austrália e Nova Zelândia. Na música, os primeiros esforços de homens como Burns, Scott e Thompson ajudaram a inserir a música escocesa na música clássica europeia, principalmente alemã, e as contribuições posteriores de compositores como MacCuun fizeram parte de uma contribuição escocesa para o renascimento britânico do interesse pela música clássica no final do século XIX.
A ideia da história como força e o conceito romântico de revolução foram altamente influentes em transcendentalistas como Emerson, e através deles na literatura americana em geral. A ciência romântica manteve o destaque e a reputação que a Escócia começara a obter no Iluminismo e ajudou no desenvolvimento de muitos campos emergentes de investigação, incluindo geologia e biologia. Segundo Robert D. Purington, "para alguns o século XIX parece ser o século da ciência escocesa". Politicamente, a função inicial do romantismo, conforme perseguida por Scott e outros, ajudou a difundir parte da tensão criada pelo lugar da Escócia na União, mas também ajudou a garantir a sobrevivência de uma identidade nacional escocesa comum e distinta que teria um papel importante A vida escocesa e surge como um fator significativo na política escocesa a partir da segunda metade do século XX. Externamente, as imagens modernas da Escócia em todo o mundo, sua paisagem, cultura, ciências e artes, ainda são amplamente definidas por aquelas criadas e popularizadas pelo romantismo.